# Съюз на българските журналисти
Съюзът на българските журналисти (СБЖ) е доброволно сдружение на българските журналисти за защита на техните професионални, социални и синдикални права и интереси. Дейността на Съюза на българските журналисти е насочена към свободното упражняване на правото да се търси, получава и разпространява информация, на правото свободно да се изразява и разпространява мнение, както и към недопускането на цензура.

## История
Първото журналистическо сдружение в България е Дружеството на столичните журналисти (1905). Сред неговите председатели са Йосиф Хербст (първи председател), проф. Никола Милев, Христо Силянов, Петко Пенчев, Димо Казасов и др. Дейността на Дружеството е насочена главно към професионалните въпроси и защита на моралните и материални интереси на журналистическата колегия в София – първата стъпка е направена още на 23 февруари 1908 г., когато са основани три фонда: „Пенсионен“, „Подпомагане“ и „Журналистически дом“.
На 18 септември 1920 г. е открит и създаденият от Дружеството Журналистически клуб. Организацията издава „Вестник на вестниците“.
През май 1924 г. се създава още едно журналистическо сдружение – Съюзът на провинциалните професионални журналисти в България. Негов пръв председател е Стоян Никифоров. Целта на този съюз е да организира журналистите от провинцията и да подобри качеството на провинциалния печат. Дейността му е предимно взаимоспомагателна и просветна. Съюзът издава в продължение на две години първото в страната журналистическо списание „Български журналист“ (под редакцията на Лука Говедаров), организира изложби и беседи за печата. Заедно с Дружеството на столичните журналисти организира честване на Деня на печата.
Дружеството на столичните журналисти и Съюзът на провинциалните професионални журналисти в България продължават да съществуват като самостоятелни организации до 24 декември 1944 година. Състоялите се на тази дата общи събрания на двете организации решават да се обединят в Съюз на журналистите в България. На проведеното съвместно заседание на двете организации са одобрени приетите от тях декларации за обединението и е утвърден устав на новата журналистическа организация. За председател на Управителния съвет е избран Петко Пенчев, а за почетен председател – Тодор Павлов.
На 26 май 1948 г. Съюзът на журналистите, Съюзът на периодичния печат и Дружеството на журналистите се обединяват в единна обществена, културно-просветна и професионална организация на работниците от печата, изградена върху принципите на взаимното зачитане на равни права за всички нейни членове и осигуряване на техните професионални интереси – създава се единен Съюз на журналистите в България. За негов председател е избран Енчо Стайков.
В края на 1950 г. Съюзът на журналистите преустановява своето самостоятелно съществуване и се влива в обединения Профсъюз на работниците от просветата, печата и политико-обществените учреждения. На мястото на Съюза на журналистите в България се създава Централен дом на журналистите, който продължава своята дейност до месец юни 1955 година.
На 12 юни 1955 г. отново е учреден съюз на журналистите под наименованието Съюз на българските журналисти, който е продължител на Съюза на журналистите в България. Учредителното събрание приема устава на Съюза и избира Управителен съвет начело с проф. Владимир Топенчаров.

## Управление
Върховен орган на Съюза на българските журналисти е Общото събрание. Управителен орган на СБЖ е Управителният съвет. Към 2021 г. председател на УС е Снежана Тодорова, главен секретар е Анна Заркова, а членове на УС са Антоанета Титянова, Благой Цицелков, Борислав Костурков, Велиана Христова, Георги Калагларски, Дарина Маринова, Дияна Желязкова, Екатерина Кючукова, Eми Мариянска, Ивайло Диманов, Лозан Такев, Марияна Бояджиева, Павлета Давидова. 

## Председатели на Управителния съвет на СБЖ
Информацията в списъка подлежи на допълване.
- Александър Ангелов (1994 – 2002)[4]
- Милен Вълков (2002 – 2011)[5]
- Снежана Тодорова (2011 –)

## Членство
Член на Съюза на българските журналисти може да бъде български гражданин, който не по-малко от две години упражнява журналистическа професия, приема и спазва Устава на СБЖ и приетите от Общото събрание на сдружението Правила на журналистическа етика.
В Съюза на българските журналисти могат да членуват и:
- специалисти, упражняващи журналистическа и медийна дейност, медийни специалисти и преподаватели в областта на журналистиката;
- журналисти, преминали на друга работа, които имат минимум десет години членство в СБЖ;
- юридически лица не могат да бъдат членове на Съюза на българските журналисти.[6]